# Luchthaven Tromsø Langnes

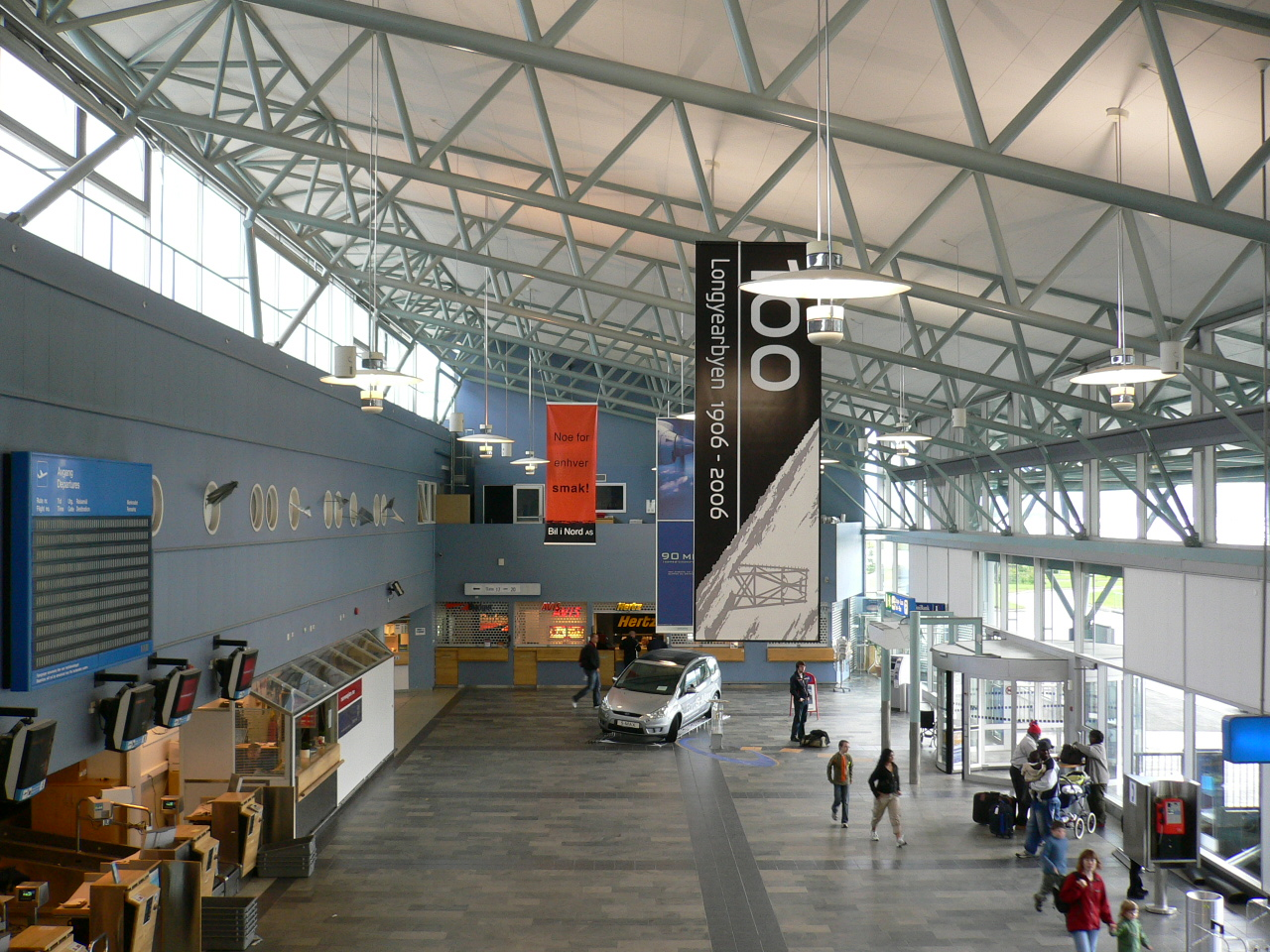
De vertrekhal van de luchthaven

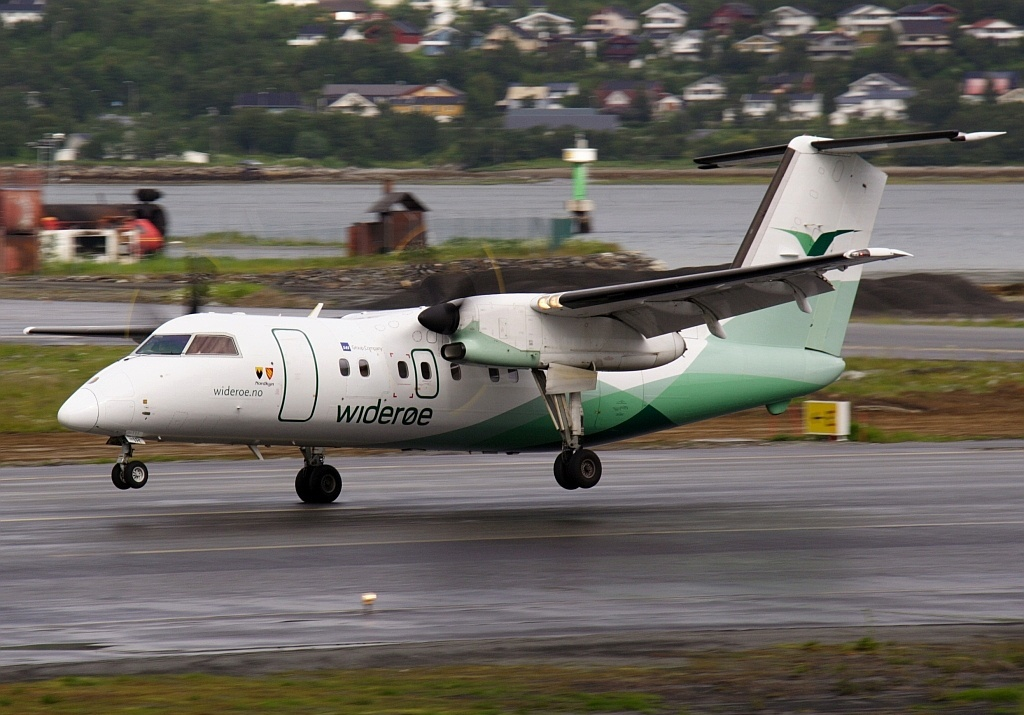
De Havilland Canada Dash 8-103 van Widerøe bij de landing

De luchthaven van Tromsø is gelegen in Langnes, een deelgemeente van de Noorse stad Tromsø, aan de westzijde van het eiland Tromsøya. De luchthaven ligt ongeveer 3 km ten noordwesten van het stadscentrum, dat aan de oostkant van het eiland ligt.
De luchthaven is een belangrijke hub voor het luchtverkeer in Noord-Noorwegen, en dan met name in de provincies Troms en Finnmark. Desondanks gaan de meeste passagiers over de lijn Tromsø-Oslo. 
De luchthaven van Tromsø heeft enkele internationale verbindingen, waaronder Stockholm, Riga, Moermansk, Archangelsk en -in de zomer- naar het zuiden van Europa. Vanuit Nederland zijn er vluchten naar Tromsø met easyJet en Transavia .
De luchthaven van Tromsø is naast die van Oslo ook de enige die in een verbinding voorziet met de luchthaven van Longyearbyen op Spitsbergen. Hoewel Longyearbyen Noors is, moeten passagiers voor Spitsbergen door de douane, alsof het een buitenlandse bestemming is.
De luchthaven verwerkte in 2011 1,8 miljoen passagiers.

## Geschiedenis
Het werk aan de luchthaven van Tromsø begon op 1 juli 1963. Ongeveer 14,5 maanden later, op 14 september 1964, werd de luchthaven officieel geopend. Er was echter al geregeld luchtverkeer tussen Tromsø en andere plaatsen sinds de jaren dertig. Dit gebeurde toen echter met watervliegtuigen.
In 1977 werd de oorspronkelijke terminal vervangen door een nieuwe, halfcirkelvormige. De huidige terminal kwam er in 1998, als onderdeel van het plan de luchthaven uit te breiden en te moderniseren. Andere onderdelen van de uitbreiding van de luchthaven waren: een nieuwe controletoren, het in gebruik nemen van passagiersbruggen en het heraanleggen van de wegen van en naar de luchthaven, waardoor de enige weg tussen de luchthaven en de stad onder de landingsbaan kwam te liggen.

## Transport op de grond
Speciaal ingelegde bussen rijden af en aan tussen de luchthaven en de stad Tromsø, op een rijschema dat afgestemd is op de vluchten van luchtvaartmaatschappij SAS. Vele lijnbussen hebben hun eind- en beginbestemming nabij de luchthaven. Huurauto’s zijn te verkrijgen aan de luchthaven, of men kan een van de taxi’s nemen die aan de luchthaven op klanten staat te wachten.